# Прасс, Филипп Михайлович
Филипп Михайлович Прасс (род. в 1909 в селе Штормово в Екатеринославской губернии — умер в 1965 в Узбекской ССР) — советский партийный деятель. С 1928 года член ВКП(б).

## Биография
- 1925—1927 — учащийся школы горно-промышленного ученичества Лисичанского рудоуправления
- 1927—1928 — крепильщик шахты № 1 Лисичанского рудоуправления
- 1928—1929 — секретарь комитета комсомола шахты № 1 Лисичанского рудоуправления
- 1929—1930 — секретарь Лисичанского РК ВЛКСМ
- 1930—1931 — секретарь Горловского РК ВЛКСМ
- 1931—1934 — студент Лисичанского горного института
- 1934—1935 — начальник участка шахты им. К. Е. Ворошилова
- 1936—1937 — начальник шахты им. В. В. Молотова
- 1937 — март 1939 — начальник шахты им. К. Е. Ворошилова
- март 1939 — октябрь 1939 — начальник конторы по ликвидации подземных пожаров Кузбасса
- октябрь 1939—1940 — главный инженер специальной конторы по ликвидации подземных пожаров Кузбасса
- 1940—1941 — второй секретарь Прокопьевского ГК ВКП(б)
- 1941—1943 — секретарь по кадрам Новосибирского обкома ВКП(б)
- 1943—1944 — секретарь по кадрам Кемеровского обкома ВКП(б)
- 1944—1945 — второй секретарь Кемеровского ГК ВКП(б)
- 1945—1946 — третий секретарь Кемеровского обкома ВКП(б)
- 1946—1947 — второй секретарь Кемеровского обкома ВКП(б)
- 1947—1948 — заместитель заведующего отделом кадров и парторганизаций управления кадров ЦК ВКП(б)
- 1948—1949 — инспектор ЦК ВКП(б)
- 1949 — январь 1950 — заместитель заведующего отдела партийных, профсоюзных и комсомольских органов ЦК ВКП(б)
- январь 1950 — январь 1954 — первый секретарь Молотовского обкома КПСС

Далее был направлен в Москву на курсы переподготовки секретарей обкомов КПСС, после окончания которых работал в партийных органах Узбекистана. Был снят с поста второго секретаря Самаркандского обкома партии и исключен из членов КПСС. Далее переезжает на работу в г. Ангрен Ташкентской области, где работает по основной специальности. В июне 1965 г. восстановлен в партии.
Депутат Верховного Совета СССР 3 созыва.

## Награды
- Орден Ленина (1945)
- Орден Трудового Красного Знамени (1945)
- Орден Знак Почета